# Leucoptera selenocycla
Leucoptera selenocycla é uma traça da família Lyonetiidae, descrita pela primeira vez por Edward Meyrick em 1930. Pode ser encontrada na Índia.
A envergadura é de cerca de 4 milímetros. As asas anteriores são de um branco brilhante e as asas posteriores são brancas.